# Болгари (Бургасская область)
Болгари (болг. Българи) — село в Болгарии. Находится в Бургасской области, входит в общину Царево. Население составляет 87 человек.

## Политическая ситуация
Кмет (мэр) общины Царево — Георги Лапчев (Граждане за европейское развитие Болгарии, ГЕРБ) по результатам выборов.